# La Femme sur la plage
Pour plus de détails, voir Fiche technique et Distribution.
La Femme sur la plage (The Woman on the Beach) est un film américain réalisé par Jean Renoir, sorti en 1947.

## Synopsis
Un militaire versé dans les garde-côtes après avoir été gravement blessé et traumatisé dans le torpillage de son navire s'éprend d'une femme fascinante rencontrée sur la plage, Peggy. Elle est l'épouse d'un peintre connu devenu aveugle après une dispute conjugale. Le couple va se livrer à un jeu pervers dont le lieutenant fait les frais. Cette femme l'aime t-elle ou l'utilise t-elle pour se débarrasser de son mari ? Celui-ci est-il vraiment aveugle ? Le couple se hait-il ou est-il fusionnel en dépit de tout ? Le lieutenant se résout à comprendre qu'il n'a pas d'avenir avec Peggy pour qui il était prêt à tuer.

## Fiche technique
- Titre original : The Woman on the Beach
- Titre français : La Femme sur la plage
- Réalisation : Jean Renoir
- Scénario : Jean Renoir et Frank Davis d'après un roman de Mitchell Wilson
- Production : Jack J. Gross
- Société de production : RKO
- Musique : Hanns Eisler
- Photographie : Leo Tover et Harry J. Wild
- Costumes : Edward Stevenson (robes)
- Montage : Lyle Boyer et Roland Gross
- Pays de production :  États-Unis
- Langue originale : anglais
- Format : noir et blanc – 35 mm – 1,37:1 – mono (RCA Sound System)
- Genre : drame
- Durée : 71 minutes
- Dates de sortie : 
  - États-Unis : 2 juin 1947
  - France : 20 juin 1948

## Distribution
- Joan Bennett : Peggy
- Robert Ryan : Scott
- Charles Bickford : Tod
- Nan Leslie : Eve
- Walter Sande : Otto Wernecke
- Irene Ryan : Madame Wernecke
- Glen Vernon : Kirk
- Frank Darien : Lars
- Jay Norris : Jimmy
- Harry Harvey (non crédité) : Dr Smith